# Dělení Himálaje

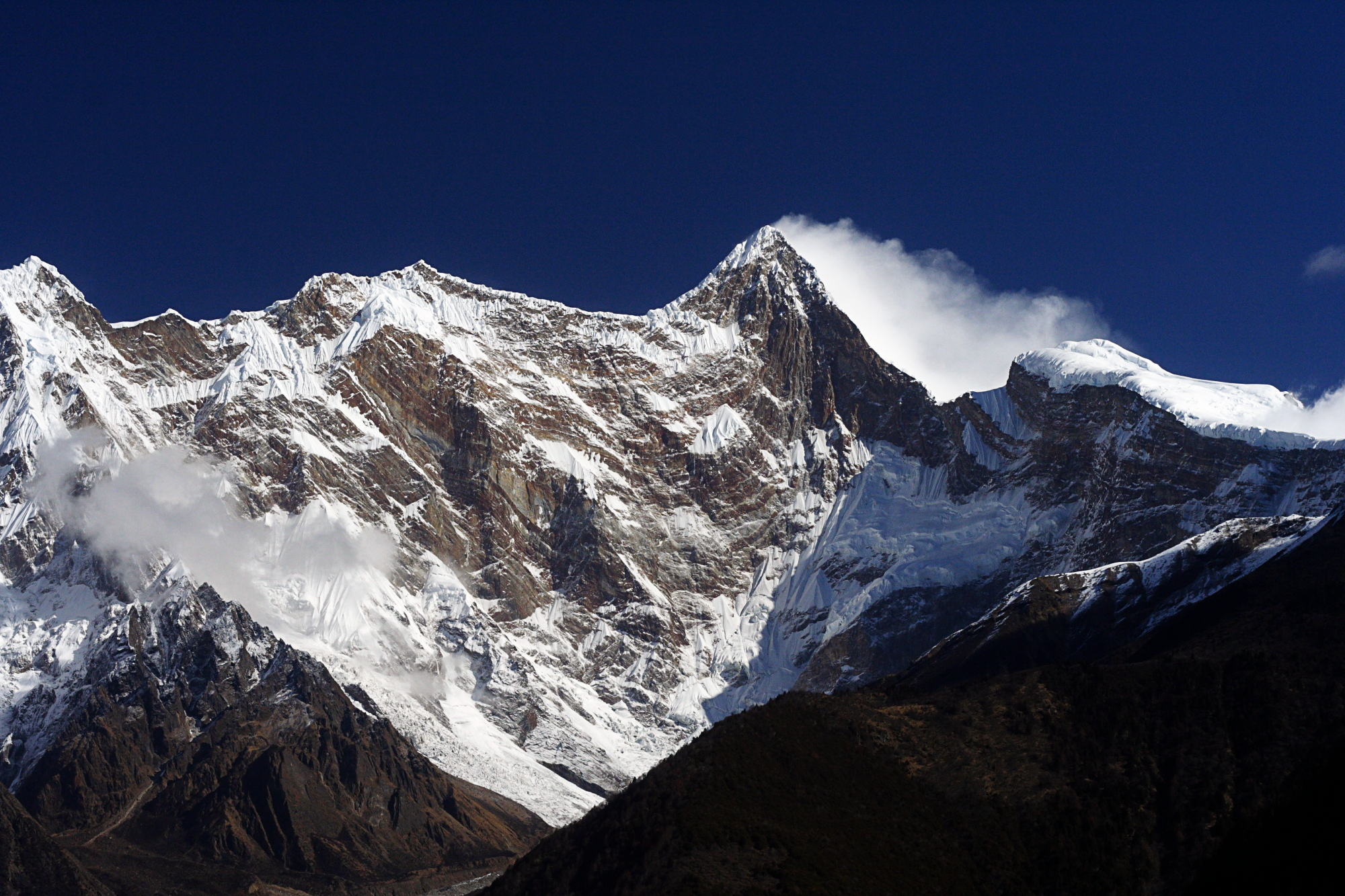
Namčche Barwa (7782 m), nejvyšší hora stejnojmenné skupiny

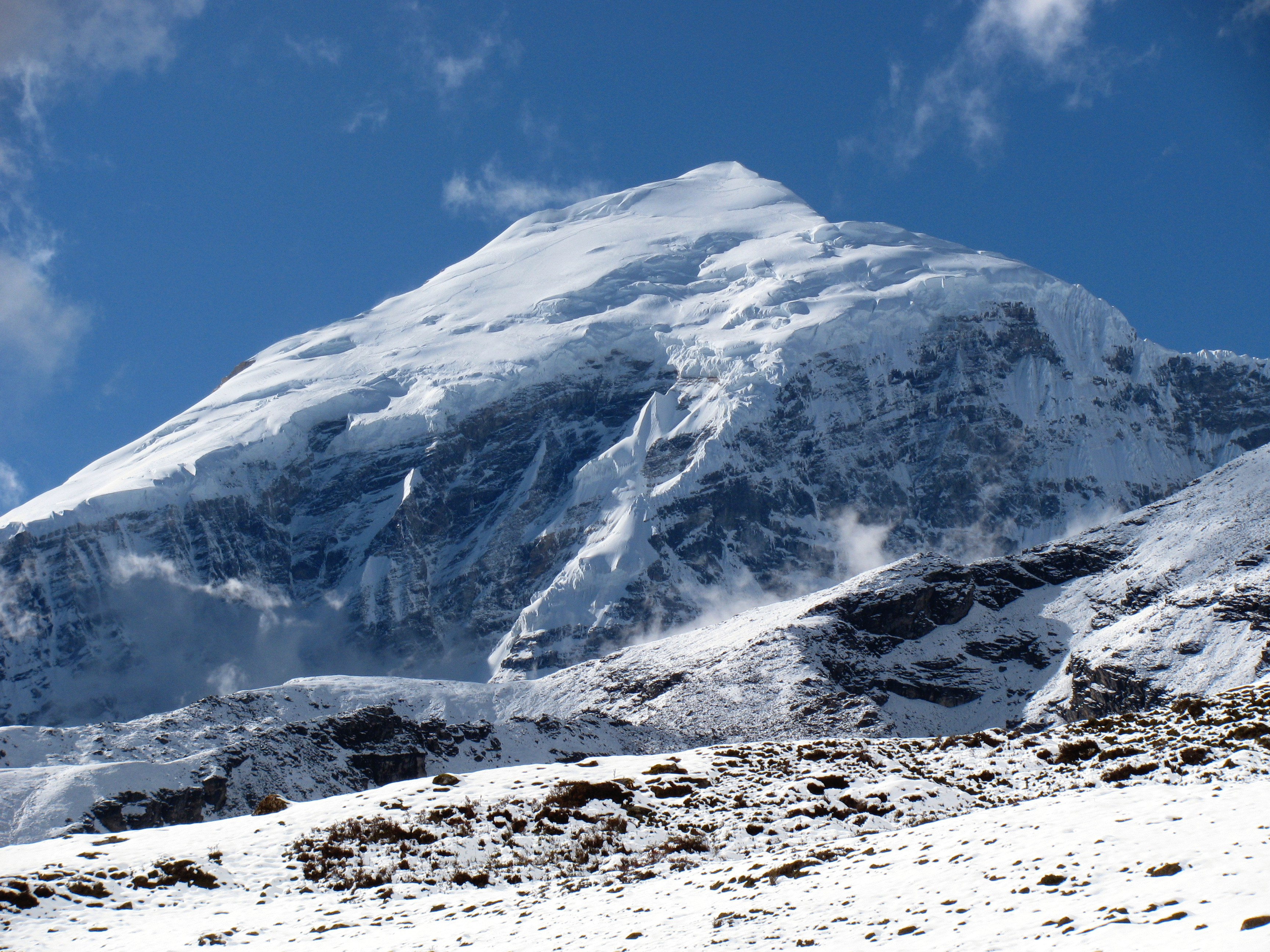
Džomolhari (7326 m), nejvyšší hora stejnojmenné skupiny

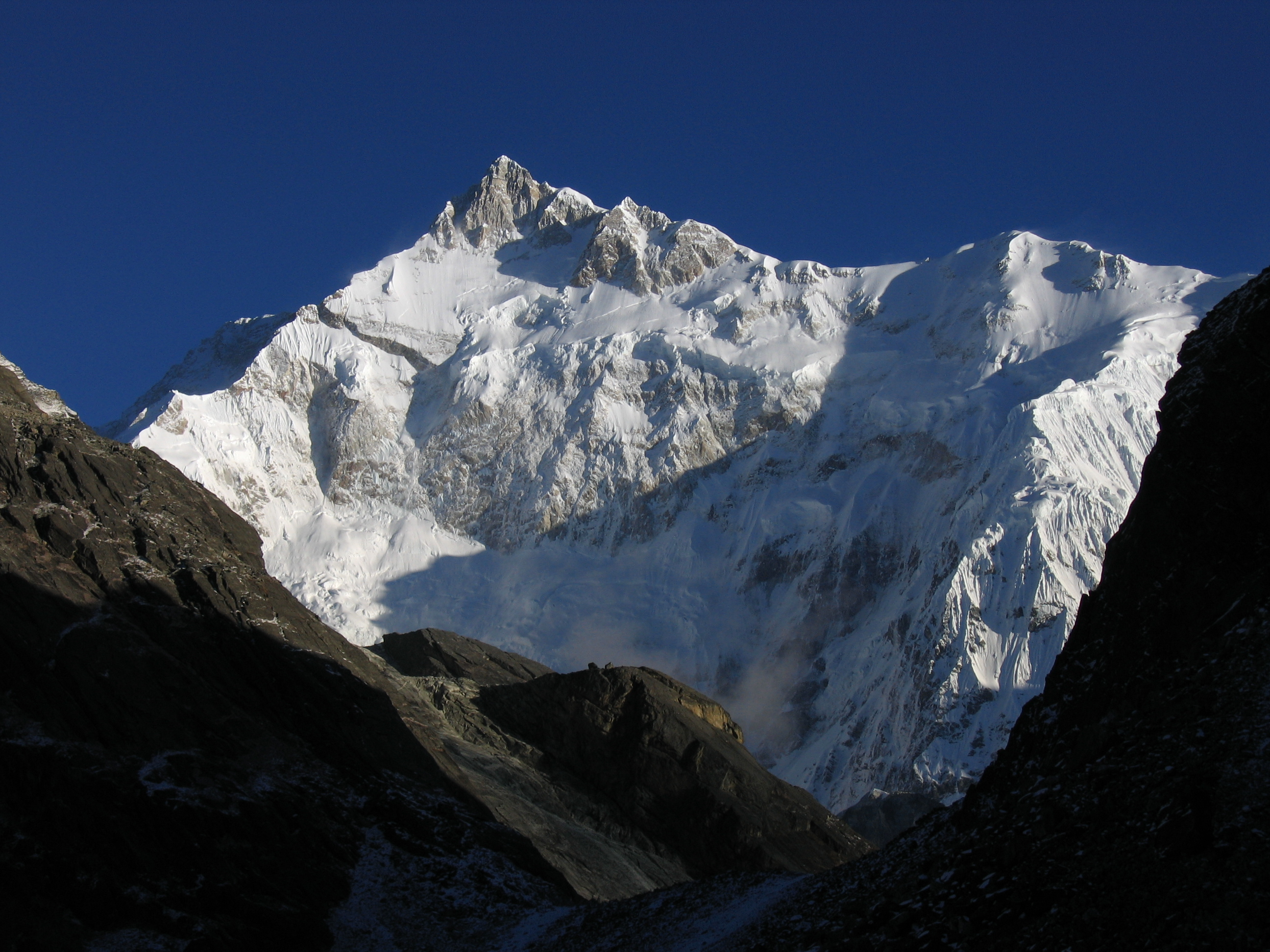
Kančendženga (8586 m), nejvyšší hora skupiny Kančendženga Himal

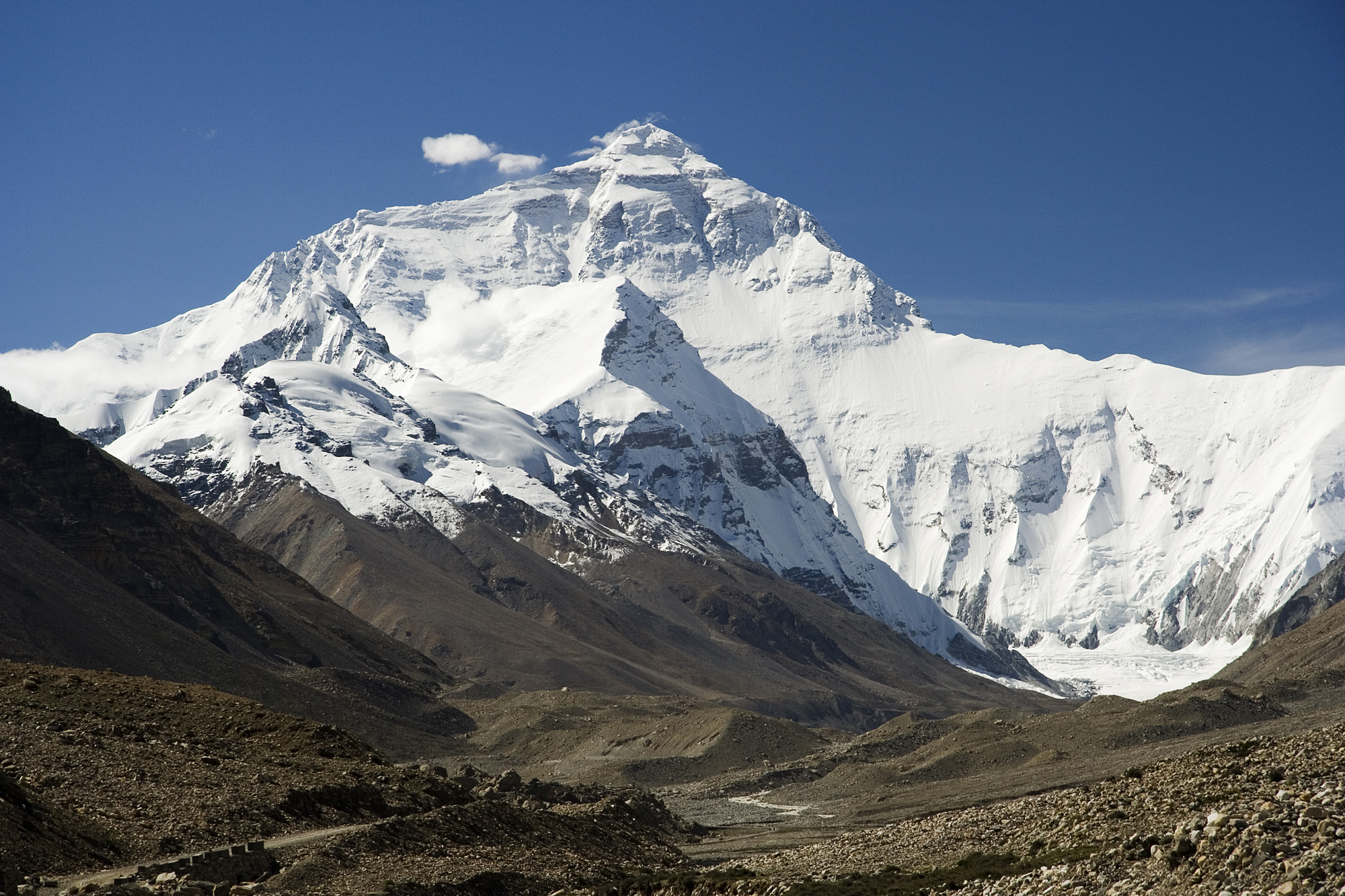
Mount Everest, nejvyšší hora skupiny Mahalangur Himal

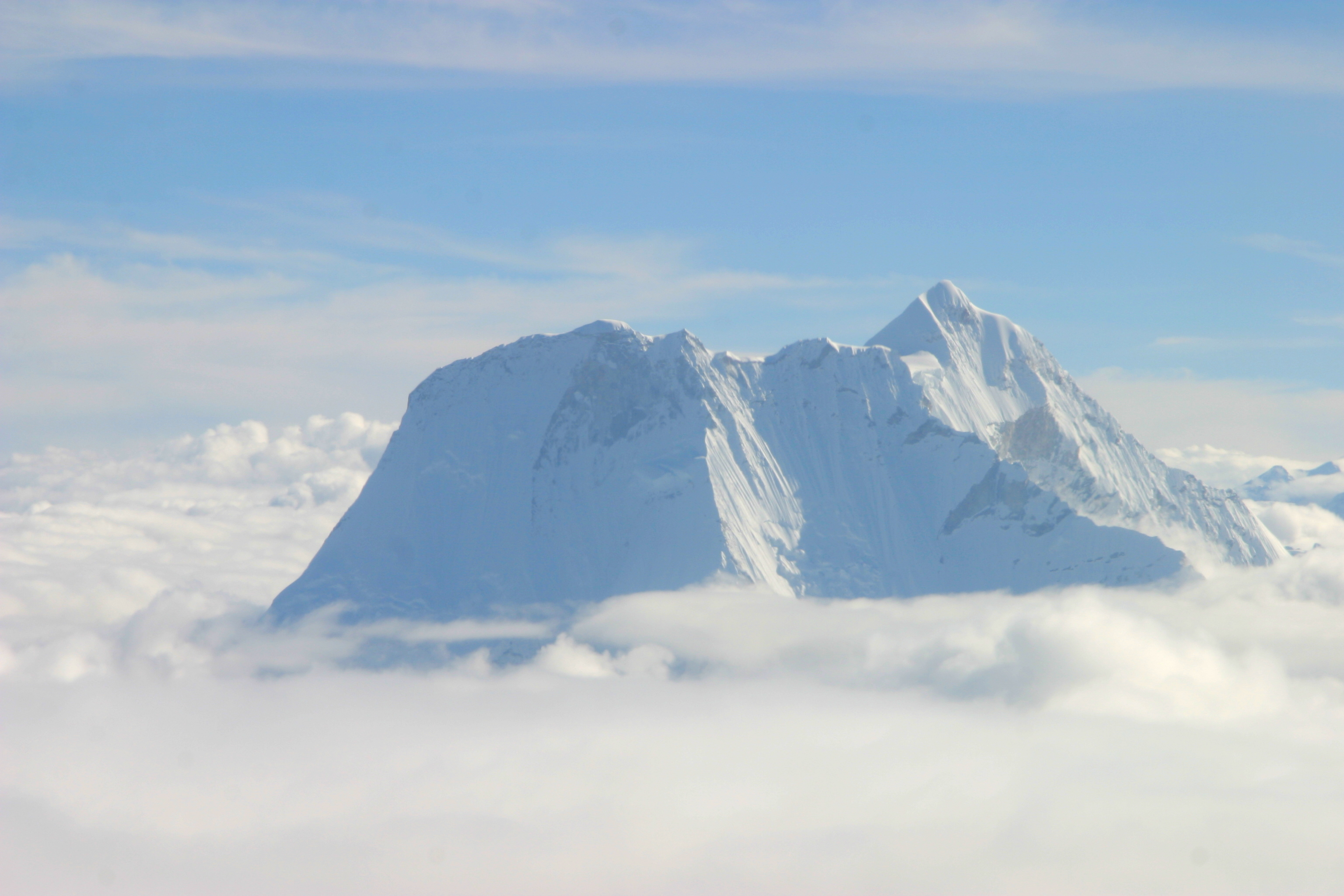
Melungtse (7181 m), nejvyšší hora skupiny Rolwaling Himal

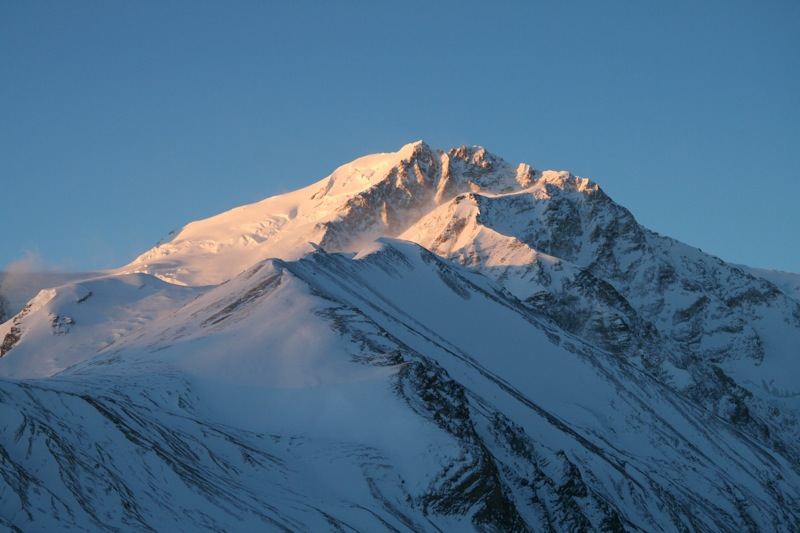
Šiša Pangma (8027 m), nejvyšší hora skupiny Jugal Himal

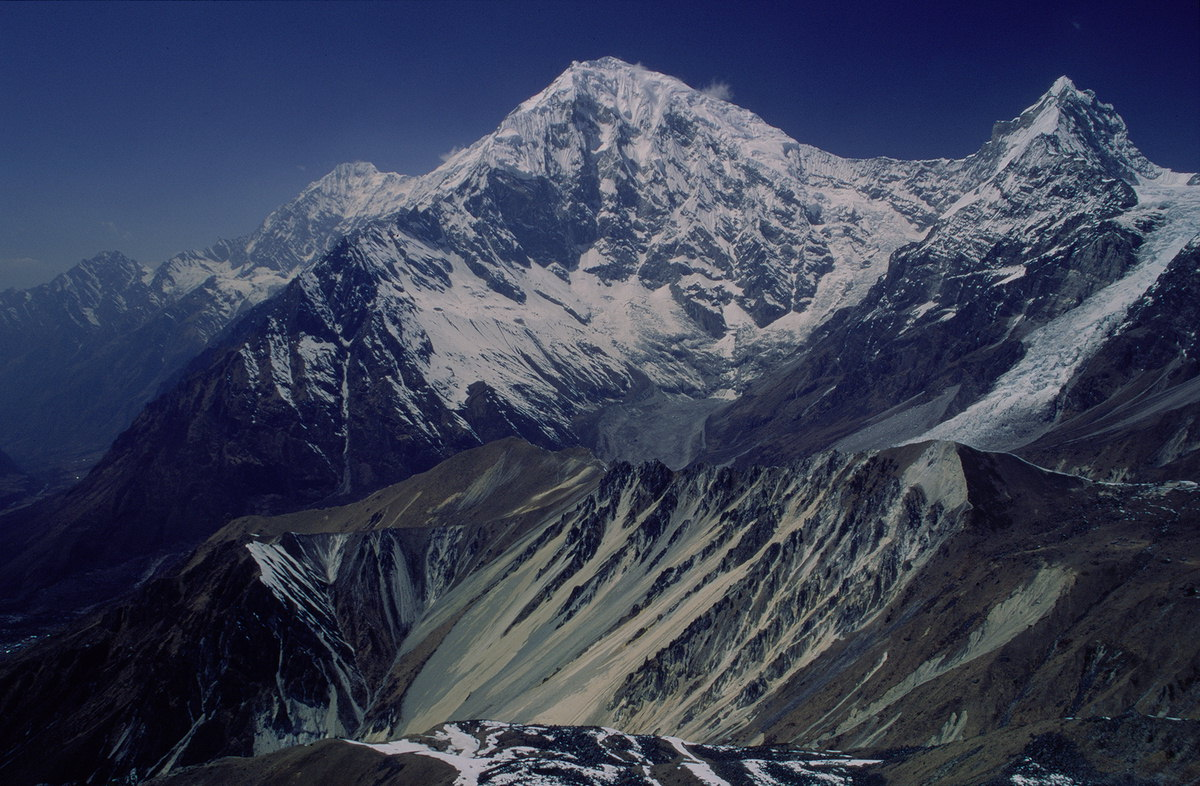
Langtang Lirung (7234 m), nejvyšší hora skupiny Langtang Himal

Hledáním co nejvýstižnějšího dělení Himálaje se zabývala celá řada autorů, například Toni Hiebeler, Zbigniew Kowalewski či Harish Kapadia. Následující dělení vychází z článku, který publikoval H. Adams Carter roku 1985 v časopise American Alpine Journal. Himálaj je členěn na 10 úseků a 49 skupin.

## Dělení Himálaje
- I. Východní Himálaj k řece Kuru Chu
  - 01. Namčhe Barwa (Namčhe Barwa, 7782 m)
  - 02. Pachakshiri (Nyegi Kangsang, 7047 m)
  - 03. Kangto (Kangto, 7060 m)

- II. Úsek mez řekami Kuru Chu a Amo Chu
  - 04. Kula Kangri (Kula Kangri 7538 m)
  - 05. Lunala (Kangphu Kang, 7204 m)
  - 06. Džomolhari (Džomolhari, 7326 m)

- III. Úsek mezi řekami Amo Chu a Arun
  - 07. Dongkya (Pauhunri, 7128 m)
  - 08. Chorten Nyima (Chorten Nyima, 6927 m)
  - 09. Kančendženga Himal (Kančendženga, 8586 m)
  - 10. Janak Himal (Jongsang Ri, 7462 m)
  - 11. Umbak Himal (P 6424, 6424 m)

- IV. Úsek mezi řekami Arun a Sun Kosi
  - 12. Mahalangur Himal (Mount Everest, 8846 m)
  - 13. Rolwaling Himal (Melungtse, 7181 m)
  - 14. Pamari Himal (Chomo Pamari, 6109 m)

- V. Úsek mezi řekami Sun Kosi a Trisuli Gandaki
  - 15. Jugal Himal (Šiša Pangma, 8027 m)
  - 16. Langtang Himal (Langtang Lirung, 7234 m)

- VI. Úsek mezi řekami Trisuli Gandaki a Kali Gandaki
  - 17. Ganesh Himal (Yangra, 7422 m)
  - 18. Serang Himal (Chamar, 7165 m)
  - 19. Kutang Himal (P 6647, 6647 m)
  - 20. Mansiri Himal (Manáslu, 8163 m)
  - 21. Peri Himal (P 7136, 7136 m)
  - 22. Damodar Himal (P 6889, 6889 m)
  - 23. Annapurna Himal (Annapurna, 8091 m)

- VII. Úsek mezi řekami Kali Gandaki a Kali
  - 24. Dhaulágirí Himal (Dhaulágirí, 8167 m)
  - 25. Dolpo Himal (P 6328, 6328 m)
  - 26. Kanjiroba Himal (Kanjiroba, 6883 m)
  - 27. Mustang Himal (P 6599, 6599 m)
  - 28. Gautam Himal (P 6188, 6188 m)
  - 29. Palchung Hamga Himal (P 6528, 6528 m)
  - 30. Kanti Himal (P 6859, 6859 m)
  - 31. Gorakh Himal (Asajya Tuppa, 6255 m)
  - 32. Changla Himal (P 6721, 6721 m)
  - 33. Chandi Himal (P 6261, 6261 m)
  - 34. Nalakankar Himal (Gurla Mandhata, 7694 m)
  - 35. Gurans Himal (Api, 7132 m)

- VIII. Úsek mezi řekami Kali a Sutlej/Tons
  - 36. Východní Kumaon (Panchuli II, 6904 m)
  - 37. Nandá Déví (Nandá Déví, 7816 m)
  - 38. Kamet (Kamet, 7756 m)
  - 39. Gongotri (Čaukhamba, 7138 m)
  - 40. Bandarpunch (Kalanag, 6387 m)

- IX. Úsek mezi řeka Sutlej/Dras, Sind a Jhelum
  - 41. Kulu-Lahul-Spiti (Leo Pargial, 6816 m)
  - 42. Zanskar (Gapo Ri, 6005 m)
  - 43. Stok (Stok Kangri, 6153 m)
  - 44. Nun-Kun (Nun, 7135 m)
  - 45. Kishtwar-Brammah (Sickle Moon, 6574 m)
  - 46. Ladakh Range (Gangra Ri, 6489 m)

- X. Úsek meti řekami Dras, Sind a Jhelum/Indus
  - 47. Deosai (?)
  - 48. Pangi (?)
  - 49. Nanga Parbat (Nanga Parbat, 8125 m)